# Бык (фильм, 1991)
«Бык» (швед. Oxen) — шведский фильм-драма 1991 года режиссёра Свена Нюквиста.

## Сюжет
Действие фильма начинается в 1867 году. Главный герой картины — бедный фермер Хельге, чья молодая жена Эльфрида только недавно родила ему дочь. Чтобы прокормить семью, Хельге работает батраком у хозяина. Однако в Швеции неурожай и царит голод. Тогда Хельге решается на отчаянный шаг — тайком убить хозяйского бычка. После того как мясо заканчивается, он отправляется с бычьей шкурой на рынок в Йёнчёпинг, но по дороге всё раскрывается, и Хельге приговаривается к пожизненной каторге.

## В ролях
- Стеллан Скарсгард — Хельге Роос
- Ева Фрёлинг — Эльфрида Роос
- Леннарт Юльстрём[англ.] — Свеннинг Густафссон
- Макс фон Сюдов — викарий
- Лив Ульманн — миссис Густафссон
- Бьёрн Гранат — Флик
- Эрланд Юзефсон — Зигвард Сильвер
- Рикард Вольфф[англ.] — Йоханнес
- Хельге Юрдаль[англ.] — морской пехотинец
- Агнета Прютц[англ.] — старуха
- Бьёрн Густафсон[швед.] — командир

## Интересные факты
- Режиссёром этого фильма стал Свен Нюквист, который постоянно был оператором у Ингмара Бергмана.[значимость факта?]